# Dècada del 1170 aC

## Esdeveniments
- 1178 abans de Crist, 16 d'abril- Es produeix un eclipsi solar. Això pot haver marcat el retorn d'Ulisses, el llegendari Rei d'Ítaca, al seu regne després de la Guerra de Troia. Ell descobreix una sèrie de pretendents que competeixen per casar-se amb la seva esposa Penèlope, a qui ells creuen que és una vídua, per succeir al tron. Organitza el seu assassinat i es restableix en el tron. La data es va deduir a partir d'un passatge de l'Odissea d'Homer, que diu el següent: "El Sol ha estat esborrat del cel i una dissortada foscor envaeix el món." Això passa en el context d'una lluna nova i al migdia, dues condicions necessàries per a un eclipsi solar total[1] El 2008, per investigar, el Dr. Marcelo Osvaldo Magnasco, un astrònom de la Universitat Rockefeller, i Constantino Baikouzis, de l'Observatori Astronòmic de la Plata a Argentina, van buscar més pistes. Dins del text, van interpretar tres esdeveniments astronòmics definitives: es va produir una nova lluna en el dia de la massacre (com cal per a un eclipsi solar), Venus era visible en el cel sis dies abans, i les Plèiades i les constel·lacions Bootes eren visibles al capvespre 29 dies abans. Atès que aquests esdeveniments es repeteixen a intervals diferents, aquesta seqüència en particular ha de ser única: els estudiosos van trobar una sola ocurrència d'aquesta seqüència mentre buscaven entre 1250 i 1115 aC, els 135 anys de difusió al voltant de la suposada data de la caiguda de Troia. Això va coincidir amb l'eclipsi del 16 abril del 1178 abans de Crist.

- Els filisteus envaeixen i s'instal·len a Palestina
- Deacadència dels hitites

## Personatges destacats
- Subiluliuma II, últim rei dels hitites